# Anna Kolbrún Árnadóttir
Anna Kolbrún Árnadóttir (Akureyri, 16 de abril de 1970-9 de mayo de 2023) fue una paramédica, pedagoga y política islandesa.

## Biografía
Hija de Gerour Jónsdóttir y Árni Frioriksson. Se certificó de paramédica en 1991. Fue maestra en educación inicial en 2002. Obtuvo un diploma en estudios educativos, especialidad en nutrición educativa con un enfoque en pedagogía especial en 2008 y la maestría en pedagogía de la Universidad de Akureyri.
Miembro del Parlamento por la Circunscripción del Noreste (2017-2021) por el Partido del Centro y miembro del Parlamento porr la Circunscripción del Noreste desde 2022 a marzo de 2023.
Contrajo matrimonio con el economista Jón Bragi Gunnarsson. Fue madre de cuatro hijos: Jón Braga y los tres hijastros Ingi, Gunnar Björn y Magnús Pálmar.
Falleció el 9 de mayo de 2023 a los 53 años, de cáncer de mama en el Hospital de Akureyri.